# Błona strzemiączkowa

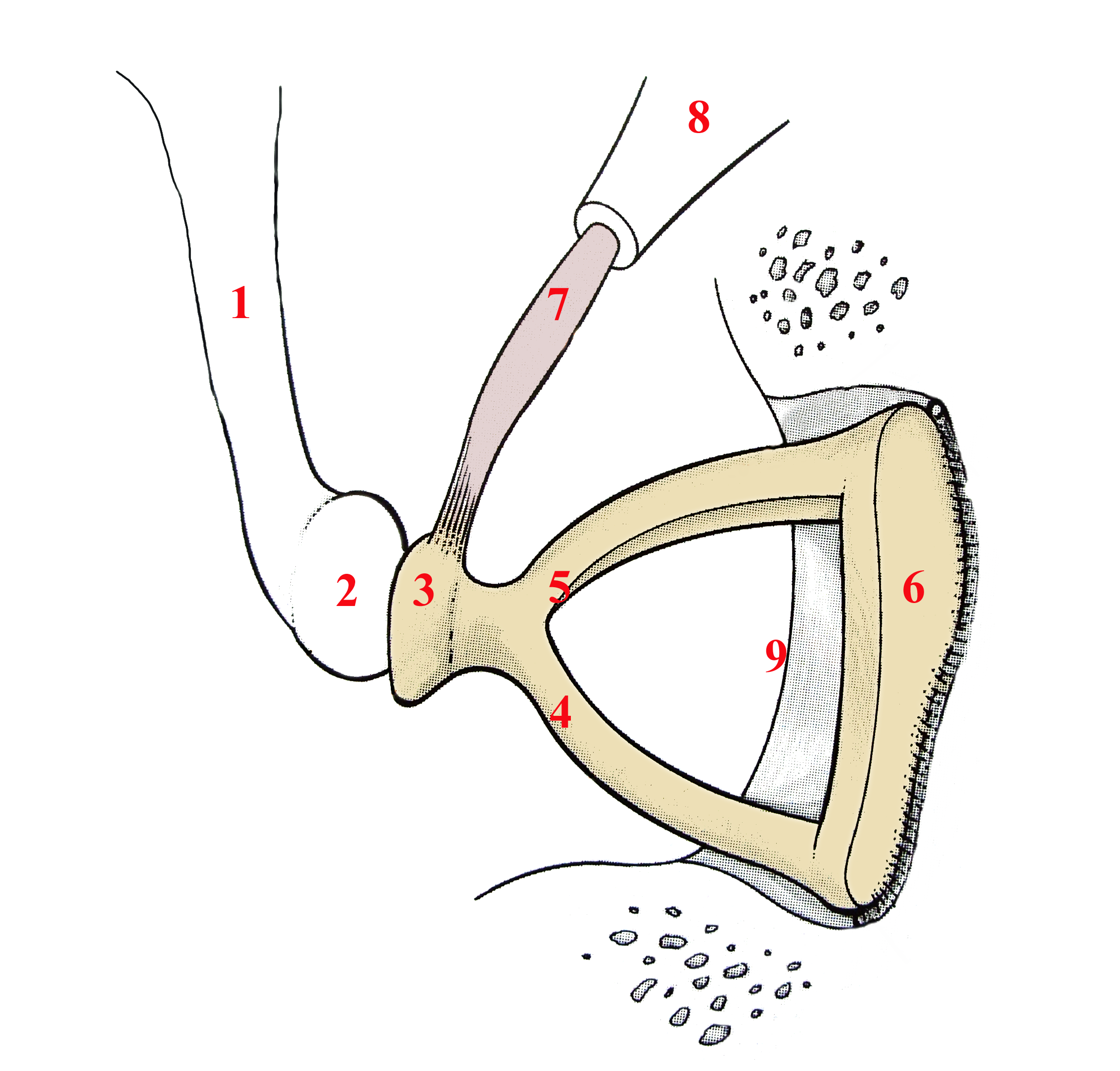
Strzemiączko. Błona strzemiączkowa (na ilustracji niepokazana) rozpięta jest między odnogami (4, 5) i podstawą (6).

Błona strzemiączkowa (łac. membrana stapedis) – w anatomii człowieka połączenie więzozrostowe strzemiączka, zaliczane do więzadeł kosteczek słuchowych. Stanowi ją cienka blaszka tkanki łącznej, rozpięta między grzebieniem podstawy strzemiączka a bruzdą obydwu odnóg jego łuku, zasłaniając w ten sposób całą przestrzeń między odnogami a podstawą.